# 山名氏
山名氏是日本氏族，室町時代活躍於山陰的守護大名。

## 歷史

### 起源
山名氏是清和源氏的一族，祖上是河内源氏棟梁鎮守府將軍源義家之子源義國，其子新田氏的一門新田義重的庶子山名義範被封於上野国多胡郡山名鄉，因而稱“山名氏”。

### 南北朝時代
在南北朝時代，儘管以新田義貞為首的新田一族倒向南朝，但當主山名時氏支持有親緣的足利尊氏。山名氏在山陰地方擴充自己的勢力，與一色氏、京極氏和赤松氏并列為四職家。
在時氏之子山名氏清一代，山名氏一族在日本66國中擔任其中11國的守護。山名時氏的長子山名師義領父親的丹後、伯耆二國守護、次子山名義理領紀伊、三子山名氏冬領因幡、四子山名氏清領丹波、山城、和泉、五子山名時義領美作、但馬、備後三國守護。師義的三子山名滿幸亦新得播磨守護。全國66國其中11國為山名氏的守護領國，所以山名氏被稱為「六分一殿」。幕府將軍足利義滿因此感到危險，著手於分裂山名一族的謀略。
1390年，足利義滿利用山名滿幸對當時山名氏的家督時熙（山名時義長子）的不滿，令其與其義父兼叔父山名氏清出兵攻伐時熙，將其驅趕出但馬國。1391年，由於將軍義滿赦免時熙，滿幸憤而與氏清和另一位叔父義理興兵倒幕（史稱明德之亂）。儘管當年12月曾攻入室町幕府所在的京都，最終仍敗於幕府軍。滿幸在逃亡後被捕處死，氏清戰死，義理出家為僧。
此戰之後山名氏仍然繼續存在，不過勢力被大幅削弱，僅餘但馬守護時熙、伯耆守護氏之（山名師義次子）、因幡守護氏家（氏冬獨子）三位任守護職。

### 室町時代
在室町時代，最活躍的時期之一是山名宗全（原名持豐）時代。將軍足利義教遭赤松滿祐暗殺（嘉吉之亂），山名氏任討伐赤松的總大將，因此功績，獲得備後、安藝、石見、備前、美作、播磨的守護職，勢力再度擴大。
後來宗全與掌權的幕府管領細川勝元對立，又兼參與將軍足利家以及畠山氏及斯波氏等後繼人之爭，終於爆發應仁之亂。宗全是西軍總大將，細川勝元為東軍總大將。1473年宗全病逝，應仁之亂亦告一段落。
宗全死後，由山名政豐繼承。山名氏的勢再度衰退。領土內出現國人毛利次郎之亂等反亂。播磨、備前、美作也喪失於赤松政則的侵略。

### 戰國時代
1528年家督由山名祐豐繼承。祐豐將分裂的山名家統一。1580年織田信長派遣羽柴秀吉（豐臣秀吉）攻打山名氏。祐豐死亡。其子山名堯熙成為秀吉的家臣。山名氏的豐國成為了秀吉的御伽眾。

### 江戶時代
1600年山名豐國是德川軍所屬，因而成為了但馬村岡6700石交代寄合。1867年幕府承認山名義濟的1萬1千石，成為了藩主。
而另一邊山名堯政之子熙政在山名豐國的努力下，成為侍奉德川的山名舊臣清水政親的養子，改名清水恆豐。1700年經德川將軍允許，恆豐之孫時信恢復山名姓，家族延續至幕末。

## 山名氏當主
1. 山名義範
2. 山名義節
3. 山名重国
4. 山名重村
5. 山名義長
6. 山名義俊
7. 山名政氏
8. 山名時氏
9. 山名師義
10. 山名時義
11. 山名時熙
12. 山名宗全（持豐）
13. 山名教豐
14. 山名政豐
15. 山名致豐
16. 山名誠豐
17. 山名祐豐
18. 山名堯熙
19. 山名堯政
20. 清水恒豐
21. 清水豐賴
22. 清水豐永
23. 清水豐重
24. 清水豐春
25. 清水豐信
26. 清水豐道

## 因幡守護～交代寄合～村岡藩
- 山名豐定
- 山名豐数
- 山名豐國
- 山名豐政
- 山名矩豐
- 山名隆豐
- 山名豐就
- 山名豐暄
- 山名義德
- 山名義方
- 山名義蕃
- 山名義問
- 山名義濟
- 山名義路

## 旗本分家一
1. 清水熙豐
2. 山名時信
3. 山名時尚
4. 山名時連
5. 山名時睦
6. 山名時習

## 旗本分家二
1. 清水賀豐
2. 清水豐秋
3. 清水時庸
4. 清水時良
5. 清水時親
6. 清水時柯

後來復姓山名。

## 旗本分家三
1. 山名豐常
2. 山名豐明
3. 山名豐實
4. 山名如風